# 天上院吹雪
天上院 吹雪（てんじょういん ふぶき）は、アニメ『遊☆戯☆王デュエルモンスターズGX』およびその派生作品である漫画『遊☆戯☆王GX』の登場人物で、架空の人物。担当声優は遊佐浩二。

## 人物
天上院明日香の兄で、デュエル・アカデミア内にファンクラブが出来ているほどの人気者。端整な容姿とは裏腹に、かなりのお調子者で自惚れな性格だが、デュエル技能は高く、かつては親友の丸藤亮のただ一人のライバルと呼ばれていた。自分のサインは苗字の「天上院」をもじって「10 JOIN」と書いている。
他にも「ブリザードプリンス」と自称したりしている。長期に渡る失踪の為に出席日数が足らず留年し、アカデミアに残った。ウクレレやマリンスポーツを得意としている。恋愛に関して万丈目準は彼の弟子らしい。好物はらっきょう。苦手な物は甘いものなど。
兄としての妹への思いは本物で、明日香を気遣うシーンなども幾つか存在する。その反面、兄妹でアイドル（ブッキー＆アスリン）になろうと妹を引っ張り回すなど傍迷惑な行動も起こしている。明日香の彼氏候補には亮・万丈目・遊城十代を挙げているが、アニメの最終話にて十代への寄せ書きに「明日香はまかせた」と喜ぶような顔を書いていた。
一人称は「ボク」だが、ダークネス状態のときは「私」になり、二人称では明日香以外に「キミ」を使う事も多いが、相手の敵では「貴様」と言う事がある。周囲からの呼称集は「吹雪さん（遊城十代・丸藤翔・万丈目準など）」、「兄さん（天上院明日香）」、「師匠（万丈目準）」、「吹雪（丸藤亮）」、「吹雪君（教頭関係者など）」、「吹雪様（早乙女レイ・女性生徒関係者など）」と呼ばれている。

### ダークネス吹雪
初登場はアニメ第29話。セブンスターズの一人で、闇の魂「ダークネス」の力を得ている状態の吹雪。「真紅眼の黒竜」を主力としたドラゴン族デッキを使用。性格は冷酷で好戦的になってしまう。
また、本人はダークネス時の記憶はないと言っているのだが、第4期のダークネス編で十代とデュエルした時は、吹雪本人の目的を覚えていたり、力から解放された時もダークネスの状態で思い出したことを覚えていたりしている。

## ストーリー

### 第1期目（1年生）〈セブンスターズ編〉
物語開始時には行方不明になっている。その後、セブンスターズとしてのダークネスに体を乗っ取られていたことが判明し、刺客として十代の前に現れる。闇のデュエルで十代に敗れたのち正気に戻った。失踪中はアメリカ留学をしていた事になっていた。
ダークネスから解放された後は、万丈目に明日香に対する恋の指南をして結果的に三幻魔が復活するきっかけを起こすなど傍迷惑な行動をしている。その後は海にて水着の女性達にサーフィンを見せてあげた。

### 第2期目（2年生）〈光の結社編〉
無事に2年生へ進級し、デュエルアカデミアのスター発掘コースで明日香とともにユニットを組もうと明日香とデュエルするが敗北、ユニットの話はなくなった。
ジェネックスでは鮫島校長から亮と鮫島が師弟関係であることを聞き、亮のリスペクト精神を取り戻すことを決意。その為に自らの危険を覚悟でダークネスの力を使い挑むも、最終的にはダークネスに再び支配され敗北。敗北時に亮の心の底には勝利への渇望のみがあり、亮が自分を見失っていないことを知る。同時に亮はリスペクトの精神を捨てていないことを確信した。

### 第3期目（3年生前半）〈異世界編〉
無事に3年生へ進級し、吹雪だけが異世界前期は不在で、最初は十代達の異次元行きに難色を示していたが、デュエル・アカデミアに編入して来たばかりのヨハン・アンデルセン救出で十代達を異次元に跳ばす際に巻き込まれ他のメンバーと同じくユベルが支配する異次元を訪れる。
十代が暗黒騎士ズール敗北後、ズールが消滅した際に「苦」の珠を受けられる。その後は十代・ジム・オブライエンの3人が音速ダック（同作のカードゲームにも登場）に乗って突っ走った際に、ゴルドとシルバから暴力を喰らってしまい、明日香・万丈目・剣山と共にブロンに捕らわれてしまう。その後、十代がブロン対決中に「邪心教義－苦」の発動により苦しい表情が変わり、光の粒子となって消滅してしまうが、異世界最終決戦で十代とユベルのデュエルの後に三沢以外他のメンバーと同じく現実世界のデュエル・アカデミアに帰ってきた。

### 第4期目（3年生後半）〈ダークネス編〉
事件にダークネスの力が関連している事から、再びダークネスの仮面を纏い、記憶を思い出すために十代とデュエルをする。その後、藤原優介がかつてダークネスを研究していた事、自分がその力を譲り受けた事を思い出した。女子からの人気は相変わらずで、卒業デュエルでは凄まじい数の後輩の女子達からデュエルを申し込まれた。
ミスターTにより自分以外の人間が消えたアカデミアを彷徨い途方に暮れるが、ダークネスの仮面を被り妹と仲間を思い出した。その後、ダークネスこと藤原に「真紅眼の黒竜」と共に立ち向かう。明日香達の心の闇を見せられるがそれを弾き返し、藤原に自分と共にダークネスの世界に行こうと誘い、相打ちに成功。しかし、それは吹雪の「藤原を救えなかった」心の闇を投影した偽りのラストターンであり、実際には2ターン前の「クリアー・バイス・ドラゴン」の攻撃で敗北し、現実世界を去られてダークネスの世界へ行かれてしまった。
だが、十代の声により、ダークネスの事件が解決すると藤原と共に現実世界に戻ってきた。その後は卒業式で明日香らと共に卒業、その後のパーティでは王子のコスプレをしていた。

## 使用カード

### 真紅眼（レッドアイズ）
ダークネス吹雪が使用し、元に戻った後も使用し続けているカードおよび、そのサポートカード。前作でも城之内克也が「魂のカード」として使用していた。
また真紅眼の闇竜はダークネス吹雪のエースカード。「真紅眼の黒竜」を生贄に召喚する最強クラスのドラゴン族モンスター。名前の通り、邪悪なカードであるためダークネス状態でないときは使用が困難である。
サポート・派生カードも多数使用している。

### 華麗なるステージ
元々、吹雪が使用していたらしいデッキ。獣戦士族を主力とする。

### スフィア
漫画版の吹雪が使用するデッキ。モンスターの種族は鳥獣族がメインでスフィアの名のとおり球体をイメージしたカードが多い。基本的に攻撃力が低いが、複数枚集まることで強力な効果を発揮するカードが多い。

## 漫画版における天上院吹雪
10月31日生まれ。身長178cm、体重58kg。
オベリスクブルー所属の三年生（アニメより年上）。明日香の兄で「キング吹雪」という異名を持つ（アメリカ校ではフブキング」と呼ばれている）。亮と共にアカデミアの双璧として知られている。当初は海外短期留学中だったが亮の帰国記念のデュエル大会決勝戦直前に戻ってきた。明日香曰く「気まぐれ」「女好き」らしい。
また、アニメと比べると男性嫌いが強くなっておりタッグデュエルで明日香とペアを組んだ三沢やレジーに鞄を預けたエドに敵対心をむき出しにしている。
現時点ではデュエルはクロコダイルとエドの2戦のみ（描写はないがデイビットにも勝利している。また、エドは短期留学中をしていたころの彼と亮に負け越しをしていたと発言している）。クロコダイル戦ではプラネットシリーズの一枚、The・tyrant・NEPTUNE（ザ・タイラント・ネプチューン） を召喚されるも、全く動じることなく余裕で勝利した。その後、エドとデュエルを行うもマッケンジーの陰謀もあり敗北。実力を見込まれてマッケンジーに洗脳される。アメリカ・デュエル・アカデミアとの個人戦のさなか十代の前に現れ、The supression PLUTO（ザ・サプレッション・プルート）を使用し十代に勝利し、十代からハネクリボーとE・HERO ジ・アースを奪った。完全復活の際に用済み扱いされた。
アニメと異なり「スフィア」と名の付いた鳥獣族モンスターを使用する。洗脳後はデッキは同じだが、切り札はThe supression PLUTOになっている。

## 補足
- タッグフォース3でもその傍迷惑ぶりは相変わらずで、ヘルカイザー亮をクリア後遊べる丸藤亮（ブルー服）編では亮をだしに様々な傍迷惑行為を企画し、主人公と亮がそれを止めるという内容のため、全イベントデュエルの相手が「吹雪＋誰か（決まって女性キャラ）」となっている。